# Southwark Park
Southwark Park est un parc anglais situé à Rotherhithe dans le centre-sud de Londres, et est géré par le London Borough of Southwark. Il a été inauguré en 1869 par la Commission métropolitaine des travaux comme l’un de ses premiers parcs. Il a été conçu par Alexander McKenzie et couvre 25 hectares. Il tire son nom de ce qui était l'ancienne circonscription parlementaire de Southwark au moment de son ouverture.
Il a reçu 2,5 millions de livres sterling du Fonds des loteries du patrimoine de la Loterie nationale en 1998, ce qui a permis de réhabiliter de grandes parties du parc. Le parc est protégé par Fields in Trust par un "acte de dévouement" juridique garantissant l'avenir de l'espace en tant que terrain de loisirs public pour le plaisir des générations futures.

## Installations

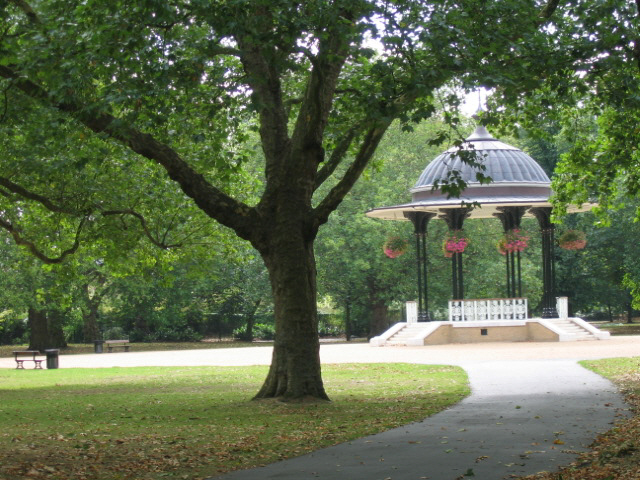
Southwark Park: Kiosque à musique

Le kiosque à musique date de 1884 et était à l'origine situé sur le terrain de la Royal Horticultural Society à South Kensington. Il a une soœr à Peckham Rye Park.
L'idée de la roseraie est venue du Dr Alfred Salter, member of parliament de West Bermondsey. Il a été ouvert en 1936 et a été nommé d'après Ada Salter à sa mort en 1943 
Les autres installations comprennent un café, un jardin animalier, un lac pour la navigation de plaisance et une galerie d'art. Les installations sportives comprennent une piste d'athlétisme, un boulodrome, des terrains de football, un terrain de cricket et des courts de tennis. Le parc dispose également d'une aire de jeux pour enfants avec balançoires, toboggan et autres petits manèges.
Il existe des groupes "Friends of Southwark Park" et "Young Friends of Southwark Park" pour encourager la communauté à s'impliquer dans la gestion de leur parc. Les Friends of Southwark Park sont une organisation communautaire sans parti politique reconnue par le London Borough of Southwark. Son rôle principal consiste à assurer la liaison et à encourager le Conseil à s’occuper des parcs dans l’intérêt de leurs utilisateurs.

## Galerie d'images

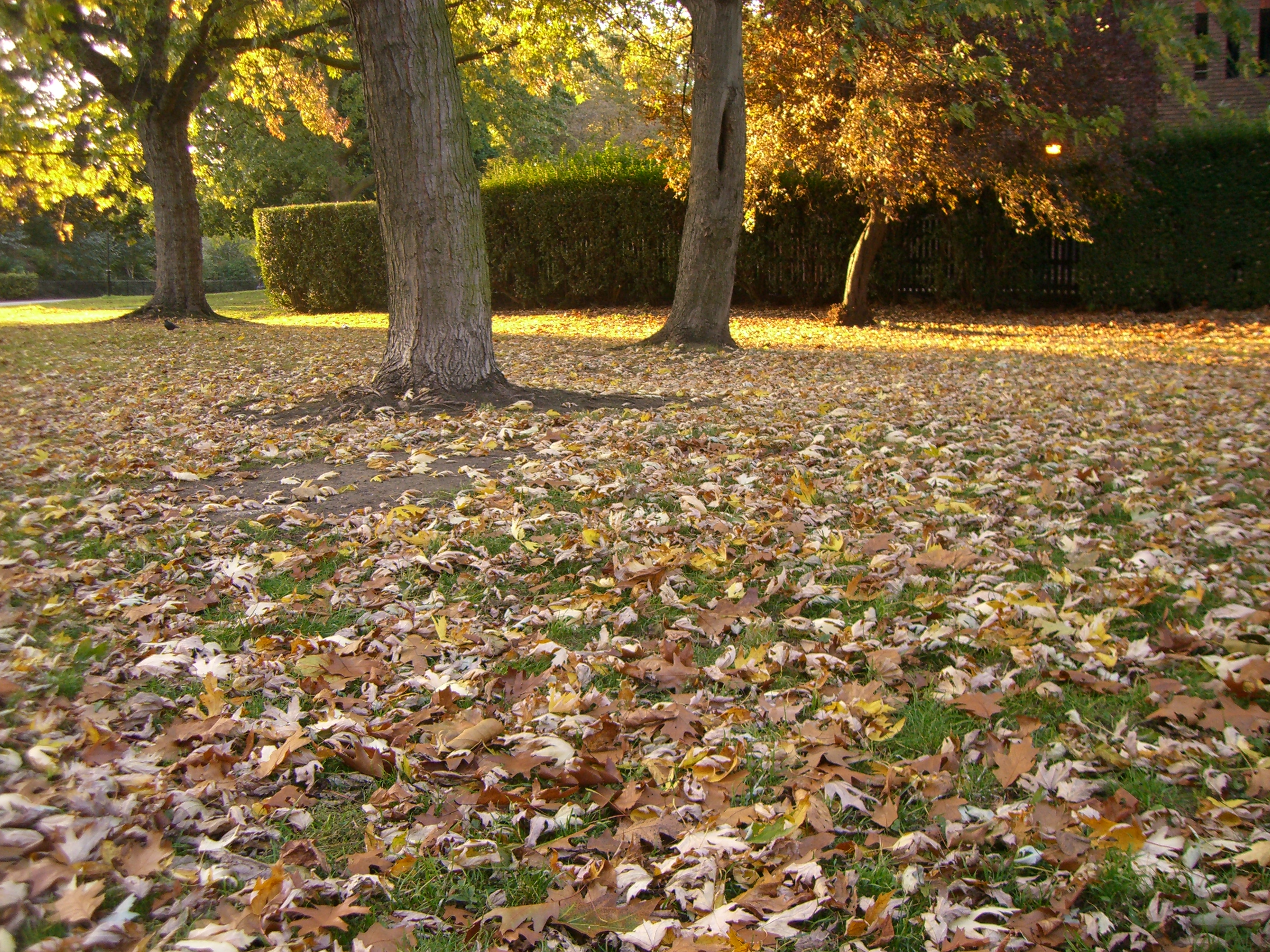
Feuilles d'automne
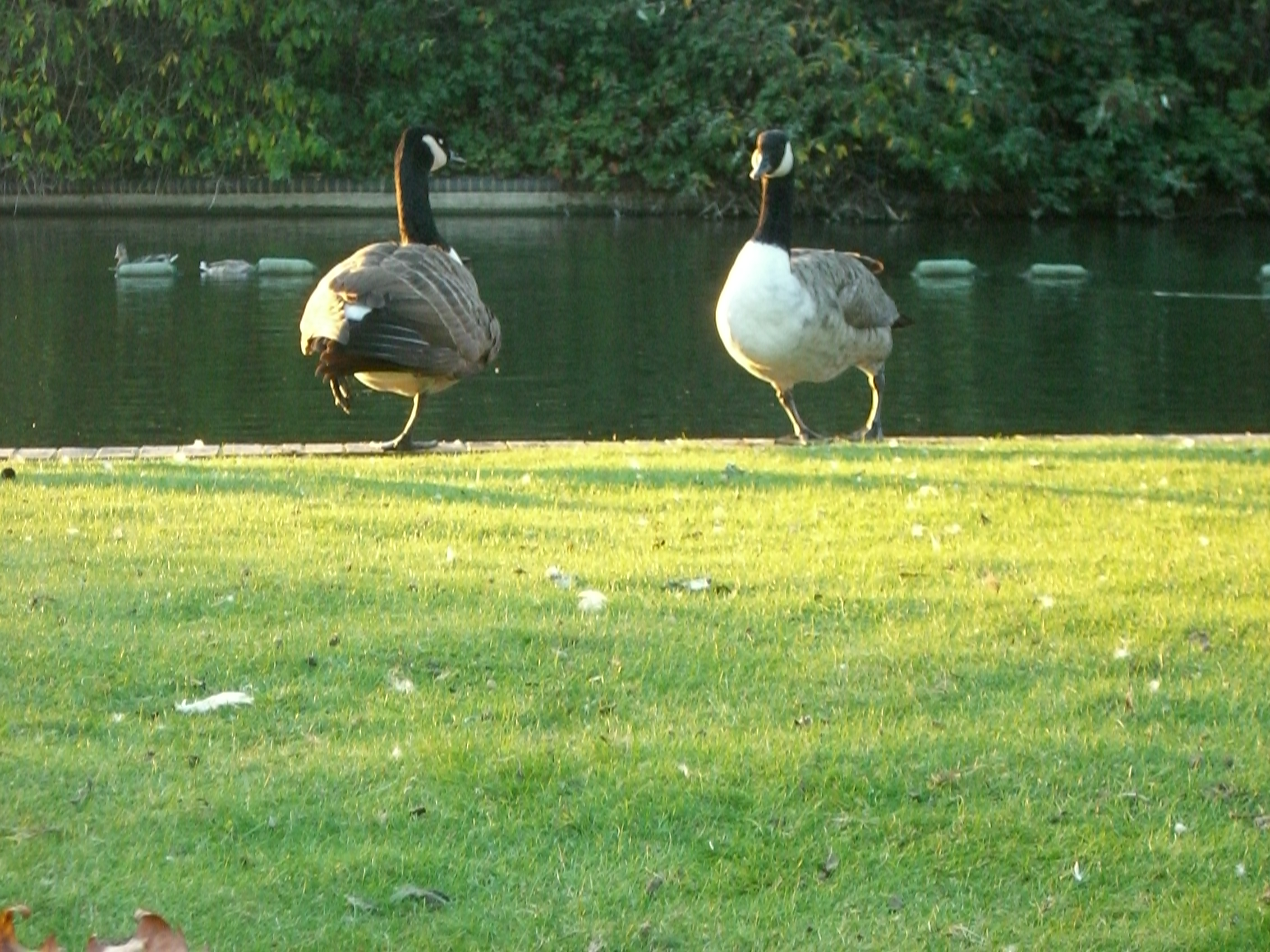
Faune
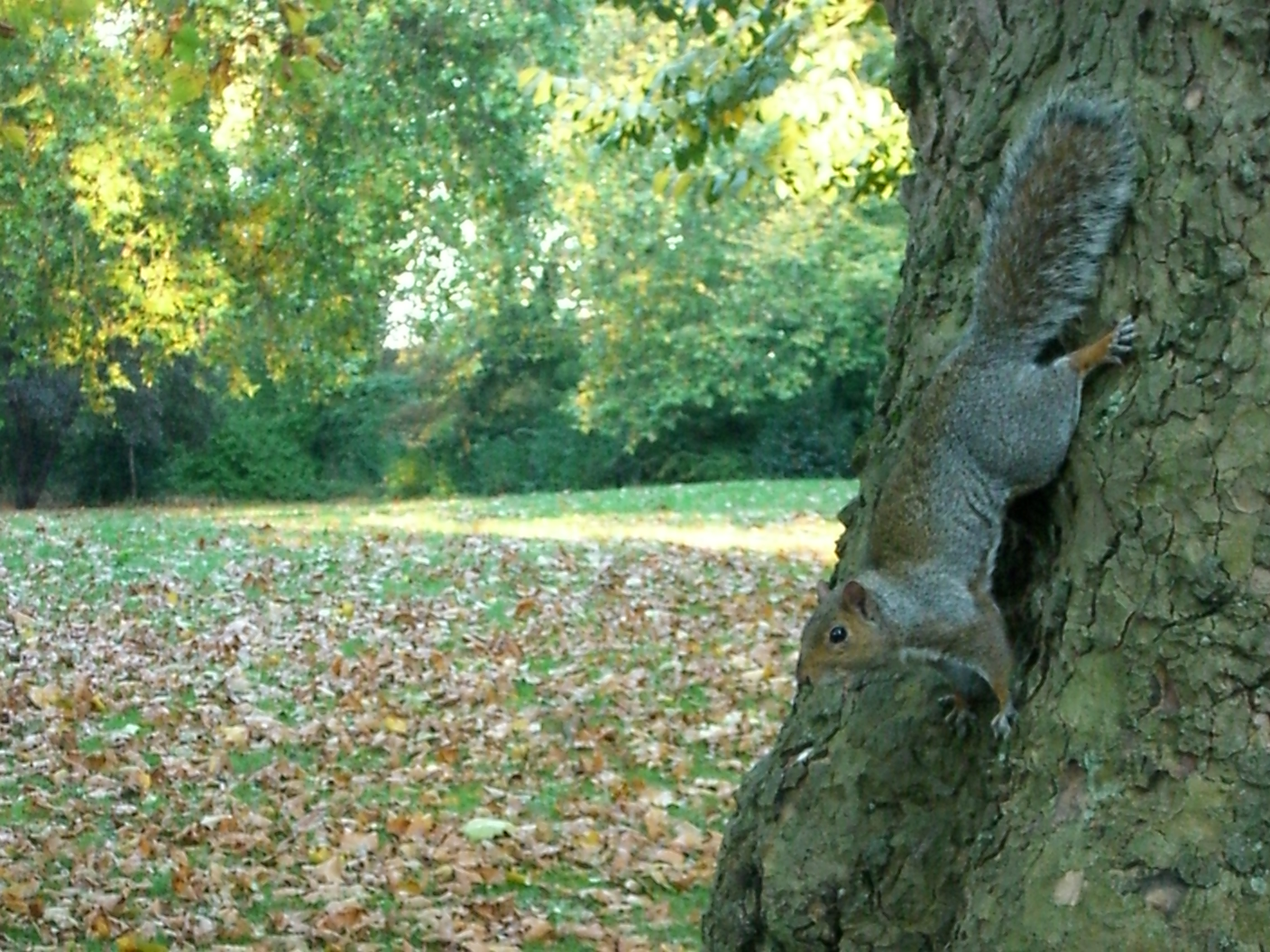
Faune
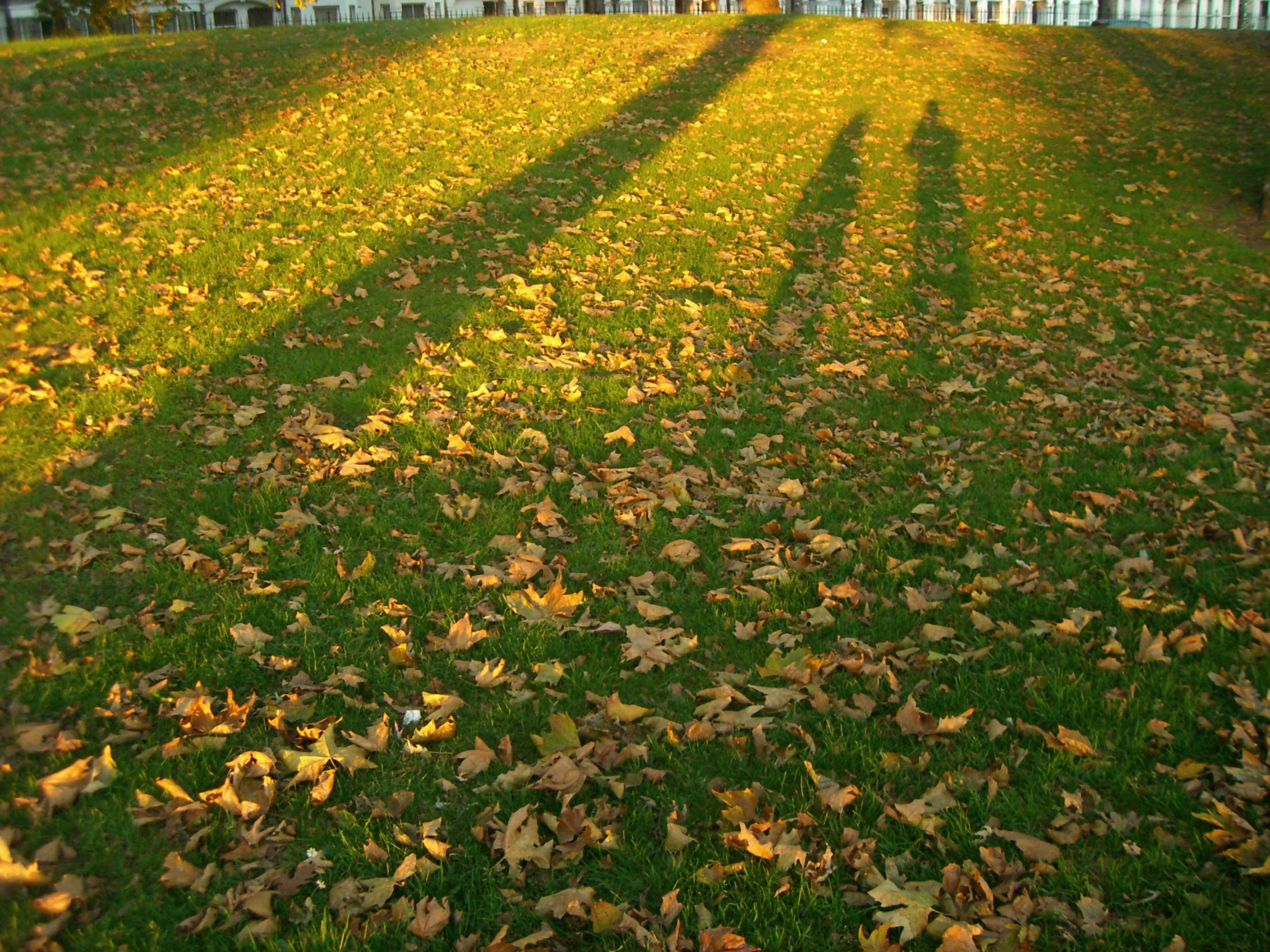
Soir